# Paula Smith
Paula Smith (Boulder, 10 januari 1957) is een voormalig tennisspeelster uit de Verenigde Staten van Amerika. Smith speelt rechtshandig. Zij was actief in het proftennis van 1976 tot in 1989.

## Loopbaan

### Enkelspel
Smith kwalificeerde zich in 1977 voor het Avon Futures of Portland-toernooi in Portland (VS) – in de eerste ronde van het hoofdtoernooi verloor zij van een andere kwalificante, Tracy Austin. In 1978 speelde zij haar eerste enkelspelpartij op een grandslamtoernooi, op Roland Garros – in de eerste ronde verloor zij van de West-Duitse Heidi Eisterlehner.
In februari 1980 won zij haar enige enkelspeltitel, op het Avon Futures-toernooi op Cobblestone Courts in Toronto (Canada) – in de finale versloeg zij de Britse Glynis Coles. Later dat jaar bereikte zij haar beste grandslamresultaat: de derde ronde op het US Open 1980, waarin zij niet opgewassen was tegen de als negende geplaatste Tsjecho-Slowaakse Hana Mandlíková. Ook op Roland Garros bereikte zij de derde ronde, in 1982 en 1983.
Haar hoogste notering op de WTA-ranglijst is de 48e plaats, die zij bereikte in februari 1981.

### Dubbelspel
Smith behaalde in het dubbelspel betere resultaten dan in het enkelspel. Zij debuteerde in 1976 op de Pacific Coast Indoors Championships in Portland (VS), samen met landgenote Terry Holladay – zij bereikten er de finale, die zij verloren van Cecilia Martinez en Jane Stratton. Later dat jaar speelde zij voor het eerst op een grandslamtoernooi: het US Open 1976, samen met Terry Holladay – zij bereikten er de derde ronde.
Bij haar eerste deelname aan Roland Garros, in 1978, bereikte Smith meteen de halve finale, samen met de Italiaanse Daniela Marzano. Later dat jaar stond zij voor het eerst in een WTA-finale, op het Canadian Open in Toronto, samen met de Australische Chris O'Neil – zij verloren van Regina Maršíková (Tsjecho-Slowakije) en Pam Teeguarden (VS). In januari 1979 veroverde Smith haar eerste WTA-titel, op het toernooi van Austin, samen met de Canadese Marjorie Blackwood, door het Amerikaanse koppel Betty-Ann Stuart en Valerie Ziegenfuss te verslaan.
In 1981 bereikte zij de finale op Roland Garros, samen met landgenote Candy Reynolds – dat was haar beste resultaat op de grandslamtoernooien. In de eindstrijd verloren zij van het Zuid-Afrikaanse duo Rosalyn Fairbank en Tanya Harford.
In totaal won zij zeventien WTA-titels, de laatste op de 1984/85-editie van het Tournament of Champions, samen met landgenote Betsy Nagelsen. Haar hoogste notering op de WTA-ranglijst is de tiende plaats.

#### Gemengd dubbelspel
Na halvefinaleplaatsen op het US Open 1981 (met Mel Purcell) en op Roland Garros 1983 (met Mike Estep), was Smith's beste resultaat in deze discipline het bereiken van de finale, op Roland Garros 1985 samen met Paraguayaan Francisco González. Zij verloren de eindstrijd van Martina Navrátilová en Heinz Günthardt.

### Tennis in teamverband
In 1983 maakte Smith deel uit van het Amerikaanse Fed Cup-team – zij behaalde daar een winst/verlies-balans van 3–0. In datzelfde jaar speelde zij ook op de Wightman Cup – zij versloegen de Britse dames met 6–1.

## Palmares

### WTA-finaleplaatsen enkelspel
| nr.              | finale     | toernooi    | ondergrond    | tegenstandster | score    |
| ---------------- | ---------- | ----------- | ------------- | -------------- | -------- |
| gewonnen finales |            |             |               |                |          |
| 1.               | 1980-02-17 | WTA Toronto | hardcourt (i) | Glynis Coles   | 6-4, 6-3 |
| verloren finales |            |             |               |                |          |
| geen             |            |             |               |                |          |

### WTA-finaleplaatsen dubbelspel
| nr.                                 | finale     | toernooi                | ondergrond    | partner            | tegenstandsters                       | score         |         |
| ----------------------------------- | ---------- | ----------------------- | ------------- | ------------------ | ------------------------------------- | ------------- | ------- |
| gewonnen finales vrouwendubbelspel  |            |                         |               |                    |                                       |               |         |
| 1.                                  | 1979-01-07 | WTA Austin              |               | Marjorie Blackwood | Betty-Ann Stuart Valerie Ziegenfuss   | 6-2, 6-4      |         |
| 2.                                  | 1980-08-10 | WTA Indianapolis        | gravel        | Anne Smith         | Virginia Ruzici Renáta Tomanová       | 4-6, 6-3, 6-4 |         |
| 3.                                  | 1980-10-12 | WTA Phoenix             | hardcourt     | Pam Shriver        | Ann Kiyomura Candy Reynolds           | 6-0, 6-4      |         |
| 4.                                  | 1981-03-08 | WTA Las Vegas           | hardcourt (i) | Sherry Acker       | Laura duPont Barbara Jordan           | 2-6, 6-4, 6-3 |         |
| 5.                                  | 1981-03-15 | WTA Bakersfield         | hardcourt     | Sherry Acker       | Diane Desfor Barbara Hallquist        | 6-2, 6-0      |         |
| 6.                                  | 1981-04-05 | WTA Boise               | tapijt (i)    | Sherry Acker       | Christiane Jolissaint Marcella Mesker | 7-5, 7-6      |         |
| 7.                                  | 1981-04-26 | WTA Amelia Island       | gravel        | Kathy Jordan       | JoAnne Russell Virginia Ruzici        | 6-3, 5-7, 7-6 |         |
| 8.                                  | 1981-05-10 | WTA Perugia             | gravel        | Candy Reynolds     | Chris Evert-Lloyd Virginia Ruzici     | 7-5, 6-1      |         |
| 9.                                  | 1982-05-16 | WTA Lugano              | gravel        | Candy Reynolds     | JoAnne Russell Virginia Ruzici        | 6-2, 6-4      |         |
| 10.                                 | 1982-08-01 | WTA San Diego           | hardcourt     | Kathy Jordan       | Patricia Medrado Cláudia Monteiro     | 6-3, 5-7, 7-6 |         |
| 11.                                 | 1982-10-17 | WTA Tampa               | hardcourt     | Ann Kiyomura       | Mary-Lou Piatek Wendy White           | 6-2, 6-4      |         |
| 12.                                 | 1983-03-14 | WTA Pittsburgh          | tapijt (i)    | Candy Reynolds     | Iwona Kuczyńska Trey Lewis            | 6-2, 6-2      |         |
| 13.                                 | 1984-08-05 | WTA Newport (VS)        | gras          | Alycia Moulton     | Lea Antonoplis Beverly Mould          | 7-5, 7-6      |         |
| 14.                                 | 1984-08-12 | WTA Indianapolis        | gravel        | Beverly Mould      | Elise Burgin JoAnne Russell           | 6-2, 7-5      |         |
| 15.                                 | 1984-09-23 | WTA San Diego           | hardcourt     | Betsy Nagelsen     | Terry Holladay Iwona Kuczyńska        | 6-2, 6-4      |         |
| 16.                                 | 1984-10-28 | WTA Brighton            | tapijt (i)    | Alycia Moulton     | Barbara Potter Sharon Walsh           | 6-7, 6-3, 7-5 |         |
| 17.                                 | 1985-01-06 | Tournament of Champions | hardcourt (i) | Betsy Nagelsen     | Christiane Jolissaint Marcella Mesker | 6-3, 6-4      |         |
| verloren finales vrouwendubbelspel  |            |                         |               |                    |                                       |               |         |
| 1.                                  | 1978-08-20 | WTA Toronto             | hardcourt     | Chris O'Neil       | Regina Maršíková Pam Teeguarden       | 5-7, 7-6, 2-6 |         |
| 2.                                  | 1979-08-12 | WTA Indianapolis        | gravel        | Penny Johnson      | Kathy Jordan Anne Smith               | 1-6, 0-6      |         |
| 3.                                  | 1980-04-13 | WTA Hilton Head         | gravel        | Candy Reynolds     | Kathy Jordan Anne Smith               | 2-6, 1-6      |         |
| 4.                                  | 1980-10-05 | WTA Minneapolis         | tapijt (i)    | Anne Smith         | Ann Kiyomura Candy Reynolds           | 3-6, 6-4, 1-6 |         |
| 5.                                  | 1980-11-16 | WTA Tampa               | hardcourt     | Anne Smith         | Rosie Casals Candy Reynolds           | 6-7, 5-7      |         |
| 6.                                  | 1981-01-11 | WTA Landover            | tapijt (i)    | Candy Reynolds     | Rosie Casals Wendy Turnbull           | 3-6, 6-4, 6-7 |         |
| 7.                                  | 1981-05-17 | WTA Lugano              | gravel        | Candy Reynolds     | Rosalyn Fairbank Tanya Harford        | 6-2, 1-6, 4-6 |         |
| 8.                                  | 1981-06-07 | Roland Garros           | gravel        | Candy Reynolds     | Rosalyn Fairbank Tanya Harford        | 1-6, 3-6      | details |
| 9.                                  | 1981-08-09 | WTA Indianapolis        | gravel        | Sue Barker         | JoAnne Russell Virginia Ruzici        | 2-6, 2-6      |         |
| 10.                                 | 1981-10-18 | WTA Deerfield Beach     | hardcourt     | Pam Shriver        | Mary-Lou Piatek Wendy White           | 1-6, 6-3, 5-7 |         |
| 11.                                 | 1982-12-19 | WTA East Rutherford     | tapijt (i)    | Candy Reynolds     | Martina Navrátilová Pam Shriver       | 4-6, 5-7      |         |
| 12.                                 | 1983-02-06 | WTA Palm Beach          | gravel        | Kathy Jordan       | Barbara Potter Sharon Walsh           | 4-6, 6-4, 2-6 |         |
| 13.                                 | 1983-03-06 | WTA Nashville           | tapijt (i)    | Alycia Moulton     | Rosalyn Fairbank Candy Reynolds       | 4-6, 6-7      |         |
| 14.                                 | 1983-04-10 | WTA Hilton Head         | gravel        | Andrea Jaeger      | Martina Navrátilová Candy Reynolds    | 2-6, 3-6      |         |
| 15.                                 | 1984-01-09 | WTA Nashville           | hardcourt (i) | Mary-Lou Piatek    | Sherry Acker Candy Reynolds           | 7-5, 6-7, 6-7 |         |
| 16.                                 | 1985-07-28 | WTA Indianapolis        | gravel        | Penny Barg         | Katerina Maleeva Manuela Maleeva      | 6-3, 3-6, 4-6 |         |
| verloren finales gemengd dubbelspel |            |                         |               |                    |                                       |               |         |
| 1.                                  | 1985-06-09 | Roland Garros           | gravel        | Francisco González | Martina Navrátilová Heinz Günthardt   | 6-2, 3-6, 2-6 | details |

## Resultaten grandslamtoernooien
| Legenda | Legenda                          |
| ------- | -------------------------------- |
| g.t.    | geen toernooi gehouden           |
| l.c.    | lagere categorie                 |
| –       | niet deelgenomen                 |
| G       | uitgeschakeld in de groepsfase   |
| 1R      | uitgeschakeld in de eerste ronde |
| 2R      | uitgeschakeld in de tweede ronde |
| 3R      | uitgeschakeld in de derde ronde  |
| 4R      | uitgeschakeld in de vierde ronde |
| KF      | uitgeschakeld in de kwartfinale  |
| HF      | uitgeschakeld in de halve finale |
| F       | de finale verloren               |
| W       | het toernooi gewonnen            |
| w-v     | winst/verlies-balans             |

### Enkelspel
| Australian Open | –  | –  | –  | 1R | 1R | 1R | –  | g.t. | 1R |
| Roland Garros   | 1R | 1R | 2R | 2R | 3R | 3R | 2R | –    | –  |
| Wimbledon       | 2R | –  | 1R | 2R | 2R | 1R | 1R | –    | –  |
| US Open         | 1R | 1R | 3R | 2R | 1R | 1R | 1R | 1R   | –  |

### Vrouwendubbelspel
| toernooi        | 1976 | 1977 | 1977 | 1978 | 1979 | 1980 | 1981 | 1982 | 1983 | 1984 | 1985 | 1986 | 1987 | 1988 |
| --------------- | ---- | ---- | ---- | ---- | ---- | ---- | ---- | ---- | ---- | ---- | ---- | ---- | ---- | ---- |
| Australian Open | –    | –    | –    | –    | –    | –    | 2R   | KF   | KF   | 1R   | 1R   | g.t. | 1R   | 2R   |
| Roland Garros   | –    | –    | –    | HF   | 2R   | KF   | F    | KF   | 3R   | 2R   | 3R   | 1R   | 2R   | 1R   |
| Wimbledon       | –    | –    | –    | 2R   | –    | HF   | 3R   | 3R   | 3R   | 3R   | 3R   | 2R   | 2R   | 2R   |
| US Open         | 3R   | 2R   | 2R   | KF   | KF   | KF   | 2R   | KF   | 3R   | KF   | 3R   | 1R   | 1R   | 1R   |

### Gemengd dubbelspel
| toernooi        | 1980 | 1981 | 1982 | 1983 | 1984 | 1985 | 1986 | 1987 | 1988 | w-v  |
| --------------- | ---- | ---- | ---- | ---- | ---- | ---- | ---- | ---- | ---- | ---- |
| Australian Open | –    | –    | –    | –    | –    | –    | g.t. | 1R   | 1R   | 0-2  |
| Roland Garros   | 1R   | –    | 1R   | HF   | 2R   | F    | 2R   | 2R   | 1R   | 10-8 |
| Wimbledon       | –    | –    | 2R   | 2R   | 3R   | 1R   | 2R   | 1R   | 1R   | 4-6  |
| US Open         | KF   | HF   | KF   | –    | KF   | KF   | –    | 1R   | –    | 12-6 |